# 山崎久道
山﨑 久道（やまざき ひさみち、1946年3月26日 - ）は、東京都出身の日本の図書館情報学者（博士（情報科学）、乙種、東北大学、1999年）。元中央大学文学部教授、一般社団法人情報科学技術協会（INFOSTA）前会長・記録管理学会元会長。専門は社会情報学、文献データベース、シソーラス、専門図書館、企業内情報流通、インデクシング。

## 経歴

### 学歴
1946年に東京都に生まれる。1964年に成城学園高等学校を卒業、東京大学に進学。1969年に同大経済学部経済学科卒業。1999年に『文献情報の蓄積・検索に利用されるファセット分析に基づくシソーラスの開発に関する研究』で東北大学より博士（情報科学）、乙種。

### 職歴
1970年に三井物産株式会社に入社、翌1971年に株式会社三菱総合研究所に転籍。データベース構築に従事し、社内資料室長を歴任。1997年に宮城大学事業構想学部教授、同大総合情報センター長に就任。2001年に中央大学文学部教授に転籍、2003年から2007年まで同大情報研究教育センター（のち情報環境整備センター）所長を兼任。2016年に同大定年退職。同大社会科学研究所研究員に。

### 受賞歴
- 1995年、第20回情報科学技術協会賞「研究発表賞」

### 学会歴
- 情報科学技術協会 - 理事（2009年）・会長（2017年-2022年）
- 記録管理学会 - 会長（2009年）

## 著書
- 『専門図書館経営論－情報と企業の視点から』（日外アソシエーツ、1999年、ISBN 4816915664）
- 『情報貧国ニッポン－課題と提言』（日外アソシエーツ、2015年、ISBN 9784816925405）

### 博士論文
- 『文献情報の蓄積・検索に利用されるファセット分析に基づくシソーラスの開発に関する研究』（博士（情報科学）、乙種、東北大学、1999年）

### 共著
- 黒沢正彦ほか『マークをうまく使うには - 機械可読目録入門 -』（三洋出版貿易、1985年）
- 田窪直規ほか『資料組織概説』（新・図書館学シリーズ、樹村房、2011年）
- 田窪直規ほか『情報資源組織論』（(現代図書館情報学シリーズ、樹村房、2016年）
- 原田智子と『情報サービス論』（現代図書館情報学シリーズ）（樹村房、2019年）

### 論文
- CiNii>山﨑 久道